# アゼガヤ
アゼガヤ(Leptochloa chinensis (L.) Nees)は、単子葉植物イネ科の一年草。畑等でよく見かける雑草のひとつである。非常に細いまばらな枝のある穂を出す。

## 特徴
小型から中型のイネ科植物で、草丈は30-70cm程度。全体にあまり硬くならない草で、緑色だが紫を帯びることが多い。
茎は節があり、基部近くではよく分枝し、節ごとに根を下ろして地上を少し這い、先端はやや斜めに立つ。葉は節ごとに出て、葉身は長さ7-15cm、幅は3-7mm、無毛でつやはなく、扁平でやや薄手。
穂は茎の先から出て、長さ15-40cm。主軸は真っ直ぐに伸び、全体にわたってまばらに側枝を出す。側枝は分枝を持たず、先端のものが短い。穂全体としては大まかに楕円形。側枝には小さな小穂がその下面にぎっしり並ぶが、それぞれは軸に密着しているので見分けにくい。小穂は2.5-3mm、柄はなく、細い楕円形で緑色、往々にして紫を帯びる。

## 小穂
この種の小穂は比較的簡単な構造で、左右から扁平な小穂に4-7個の小花が並んでいる。第一包穎は小さくて1mmかそれ以下、主脈だけがあって先はとがる。第二包穎は1.2-1.5mmと一回り大きく、主脈の他に小さな二脈がある。護穎は第二包穎と同じくらいの大きさだが幅が広く、先端は丸い。内穎は護穎に似てやや小さい。

## 生育環境
背の低い草地に生える。ごく普通な雑草であり、田畑にも多い。湿ったところを好むため、秋の水田の畦ではきわめて普通に見られ、畦茅の名もこれによると思われる。畦では、草刈りや生育期間の限定からあまり大きくならないことが多い。20cm足らずのものが、それこそ畦に沿って密生しているのを見かけることも多い。

## 分布
日本では本州から九州まで普通に見られる。琉球列島では下記のイトアゼガヤの方が見られる。国外では中国南東部、マレーシアからインド、オーストラリア北部に分布する。

## 近縁種
同属のイトアゼガヤ(L. panicea (Retz) Ohwi)は全体によく似ているが、穂の側枝がさらに細く、名前はこれに由来する。湿った地面によく出現するアゼガヤとは異なり、この種はむしろ乾燥地に出現し、畑などでよく見られる。また、小穂が2-3の小花しか含まない点も異なる。九州南部にはまれに見られ、琉球、小笠原では普通。国外では中国南部から熱帯アジア、アフリカに渡る分布域を持つ。ハマガヤ(L. malabarica Veldkamp)は本州から九州の海岸に出現するもので、全体の形はアゼガヤに似るが、小穂に芒があるなどの点で異なる。別属(Diplachne fusca (L.) Beauv.)とする説もある。あまり普通ではない。